# San Donato (Santa Maria a Monte)
San Donato is een plaats (frazione) in de Italiaanse gemeente Santa Maria a Monte.